# Sörgenloch
Sörgenloch ist eine Ortsgemeinde in Rheinhessen südlich der Stadt Mainz. Sie ist die kleinste Gemeinde innerhalb der Verbandsgemeinde Nieder-Olm. Sörgenloch liegt inmitten von Weinbergen an der Selz und ist ein Wallfahrtsort des Bistums Mainz.

## Geographie

### Geographische Lage
Sörgenloch liegt am Ufer der Selz in der Weinbauregion Rheinhessen, etwa 14 km südlich der Stadt Mainz. Weitläufige Renaturierungsmaßnahmen an der Selz und am Zornheimer Berg haben das natürliche Umfeld wieder stark aufgewertet. Zu Sörgenloch gehört auch der Wohnplatz Darmstadtsmühle.

### Nachbargemeinden
Folgende Gemeinden grenzen an Sörgenloch, sie werden im Uhrzeigersinn beginnend im Norden genannt:
- Nieder-Olm
- Zornheim
- Hahnheim
- Udenheim
- Saulheim

## Geschichte

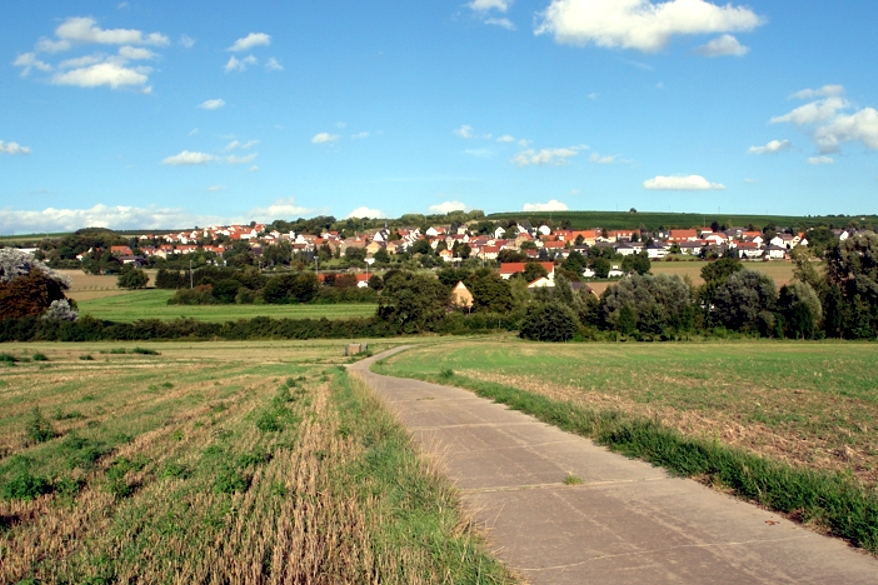
Blick aus Richtung Westen auf Sörgenloch

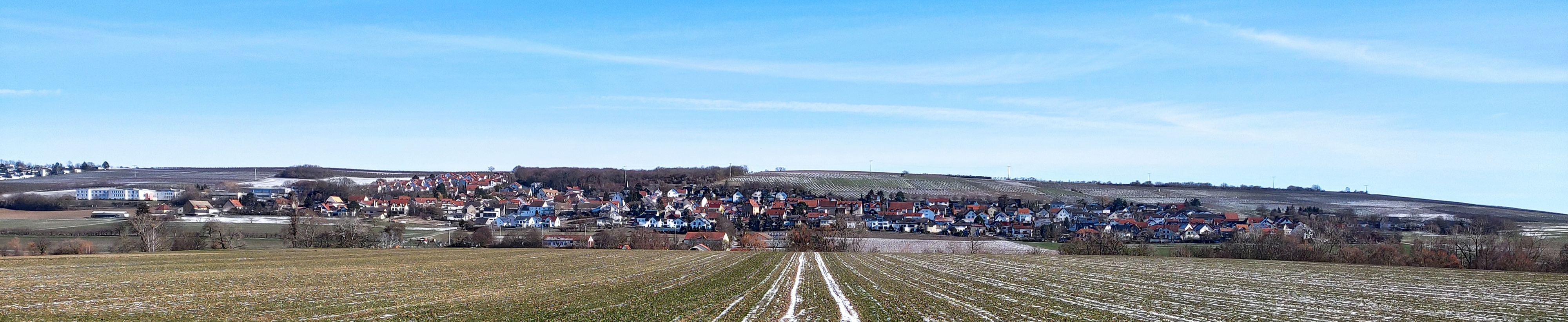
Blick aus Richtung Westen am 14. Februar 2021

Die älteste erhaltene Erwähnung des Ortes Sörgenloch findet sich in einer Urkunde aus dem Jahr 1190. Über die Frühgeschichte des Ortes ist recht wenig bekannt, im 13. Jahrhundert besaß das Kloster Sankt Alban  in Mainz wohl die Ortsherrschaft über Sörgenloch.

### Namensherkunft
Der Name Sörgenloch hat sich aus der Bezeichnung „Saligenloh“ entwickelt, was auf die Römerzeit zurückgeht und sich zusammensetzt aus lateinisch „salis“ (= Weide) und althochdeutsch „Loh“ (= Wald). Der Name bedeutet also „Weidenwald“.
Folgende Variationen des Ortsnamens waren in der Vergangenheit geläufig:
- Sulegloch (1190)
- Surgenloch (1200)
- Sulgeloch und Sorgenloch (1293)
- Selgenloch (1432)

### Frühzeit
1880 wurden eine eiserne Hacke und zwei Gefäße gefunden, die aus der Eisenzeit stammen und darauf schließen lassen, dass bereits Kelten im Gebiet des heutigen Sörgenloch siedelten. Ebenso wurden Reste einer Vangionensiedlung gefunden.
Im 19. Jahrhundert wurden beim Roden der Weinberge mehrere Münz- und Grabfunde aus der Römerzeit gemacht. Diese Funde werden im Wormser Museum verwahrt. Auch der Flurname „Hundertmorgen“ verweist auf eine römische Besiedlung, da 100 Morgen die Landmenge war, welche ein römischer Soldat nach seiner Dienstzeit erhielt.
Sörgenloch gehörte zur fränkischen Urmark „Olm“. Als sich Siedlungen um die Höfe, bei denen Kirchen standen, bildeten, entstanden in der Mark Olm die Orte Ober-Olm, Nieder-Olm, Klein-Winternheim und Sörgenloch. Als Abgrenzung und Befestigung erhielten die Orte Erdwälle, welche durch eine Hecke verstärkt wurden. Flurnamen wie „Oberheck“ und „Im Bock“ (von Bock = umbiegen einer Hecke) verweisen auf diese Zeit. Dicht oberhalb von Sörgenloch wurde ein Gräberfeld aus dieser Zeit (6. und 7. Jahrhundert) gefunden.

### Bevölkerungsentwicklung
Die Entwicklung der Einwohnerzahl von Sörgenloch, die Werte von 1871 bis 1987 beruhen auf Volkszählungen:
| Jahr | Einwohner |
| ---- | --------- |
| 1815 | 359       |
| 1835 | 605       |
| 1871 | 579       |
| 1905 | 552       |
| 1939 | 555       |

| Jahr | Einwohner |
| ---- | --------- |
| 1950 | 669       |
| 1961 | 660       |
| 1970 | 684       |
| 1987 | 765       |
| 1997 | 1.005     |

| Jahr | Einwohner |
| ---- | --------- |
| 2005 | 1.169     |
| 2011 | 1.169     |
| 2017 | 1.254     |
| 2023 | 1.232     |

## Religion

### Konfessionen
Die Bevölkerung ist überwiegend römisch-katholisch.
Nach den Ergebnissen des Zensus 2011 gehörten 559 (48,1 %) Einwohner der katholischen Kirche an, 267 (23 %) Einwohner waren evangelisch und 337 (29 %) der Einwohner wurden den Rubriken „Sonstige“ oder „keiner öffentlich-rechtlicher Religionsgesellschaft zugehörig“ zugeordnet.

### Wallfahrt
Sörgenloch ist ein Wallfahrtsort und feiert am 8. September (Mariä Geburt) eine Marienwallfahrt.
Bei dem Gnadenbild handelt es sich um eine Tonplastik, entstanden am Mittelrhein um 1420. Sie zeigt die auf einer Bank sitzende, mit dem Jesusknaben spielende Muttergottes im Weichen Stil.
Während des Pfälzer Erbfolgekriegs im 17. Jahrhundert mussten die Sörgenlocher das Dorf verlassen und sich in der Umgebung verstecken. Um die Marienstatue der Kirche zu retten, vergruben sie sie außerhalb des Dorfes. Als der Krieg zu Ende war, konnte sich niemand mehr an den genauen Ort erinnern, an dem die Statue vergraben war. Die Sörgenlocher beteten zu Gott, dass er ihnen den Ort offenbare. Es gab eine Erscheinung über einer Wiese in der Nähe der Selz und genau dort fand man die Statue vergraben. Seitdem wird zu Mariä Geburt eine Wallfahrt in Sörgenloch gefeiert.
Am Sonntag nach dem 8. September wird der heiligen Maria mit einem Gottesdienst und einer Prozession durch Sörgenloch gedacht und die Marienstatue durch die Straßen getragen.

## Politik

### Gemeinderat

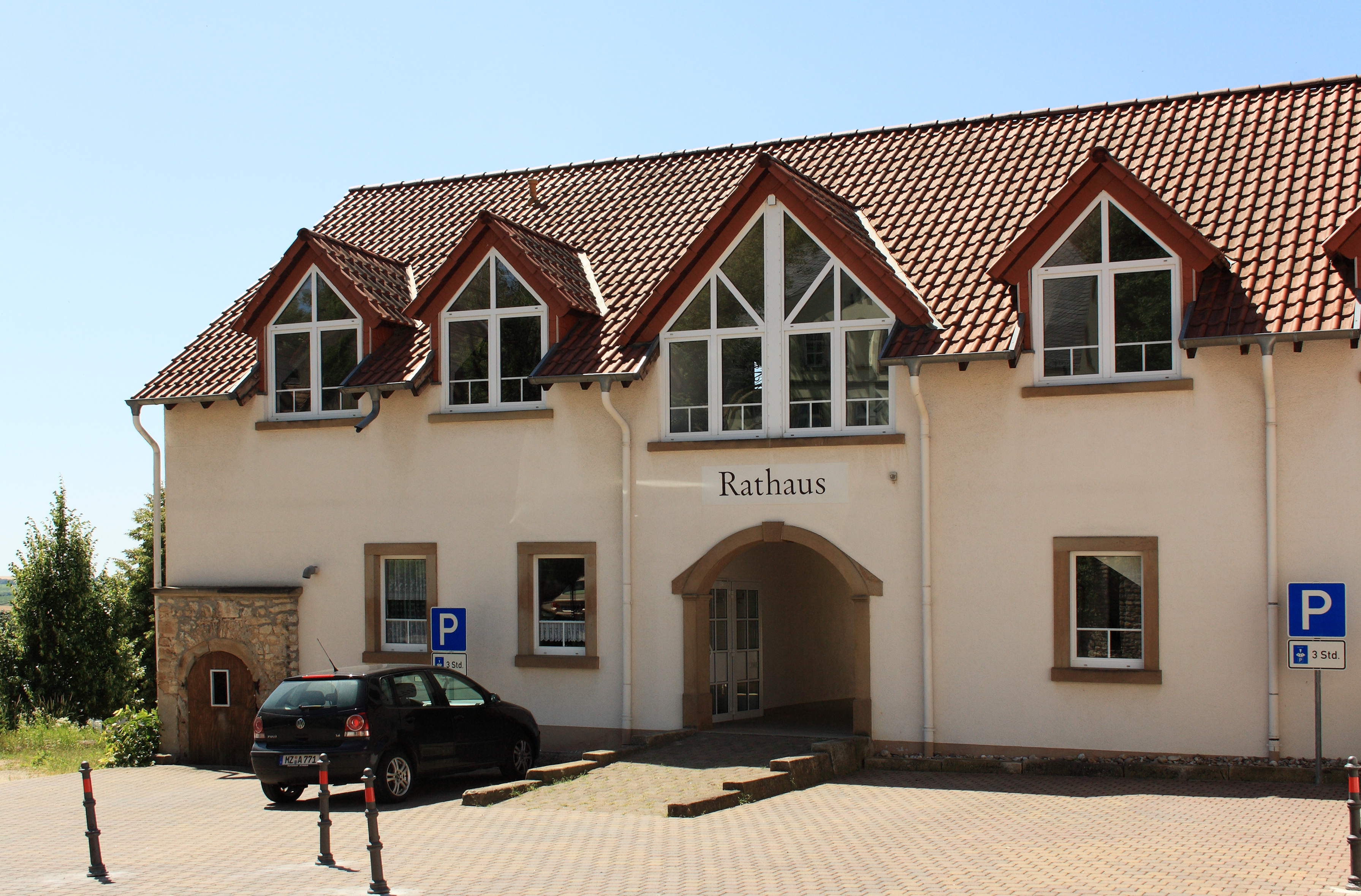
Rathaus

Der Gemeinderat in Sörgenloch besteht aus 16 Ratsmitgliedern, die bei der Kommunalwahl am 9. Juni 2024 in einer personalisierten Verhältniswahl gewählt wurden, und dem ehrenamtlichen Ortsbürgermeister als Vorsitzendem.
Die Sitzverteilung im Gemeinderat:
| Wahl | SPD | CDU | FWG | GAL | Gesamt   |
| ---- | --- | --- | --- | --- | -------- |
| 2024 | 4   | 3   | 9   | –   | 16 Sitze |
| 2019 | 6   | 4   | 6   | –   | 16 Sitze |
| 2014 | 5   | 5   | 6   | –   | 16 Sitze |
| 2009 | 4   | 3   | 6   | 3   | 16 Sitze |
| 2004 | 5   | 5   | 6   | –   | 16 Sitze |

- FWG = Freie Wählergruppe in der Verbandsgemeinde Nieder-Olm
- GAL = Grün-Alternative Liste Nieder-Olm e. V.

### Bürgermeister
Ortsbürgermeister ist Bernd Simon (FWG). Bei der Direktwahl am 26. Mai 2019 wurde er mit einem Stimmenanteil von 54,30 % gewählt und ist damit Nachfolger von Frieder März (FWG), der nach zehn Jahren im Amt nicht mehr angetreten war. Bei der Direktwahl am 9. Juni 2024 wurde er mit einem Stimmenanteil von 72,7 % für weitere fünf Jahre im Amt bestätigt.

### Partnergemeinde
- Ludes (Frankreich, Region Grand Est, Département Marne)

## Kultur und Sehenswürdigkeiten

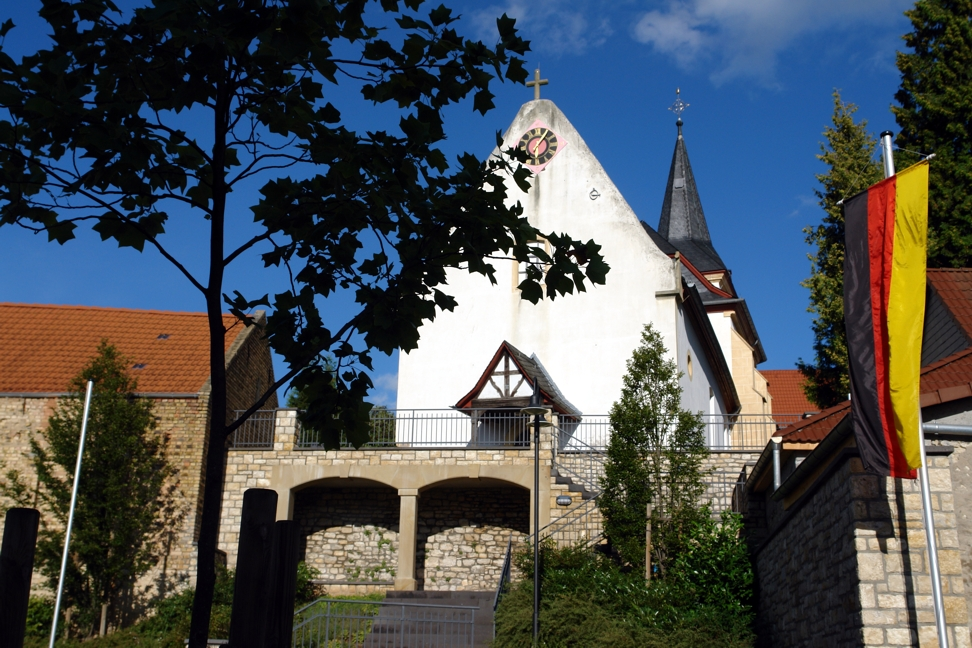
Katholische Pfarrkirche Sörgenloch

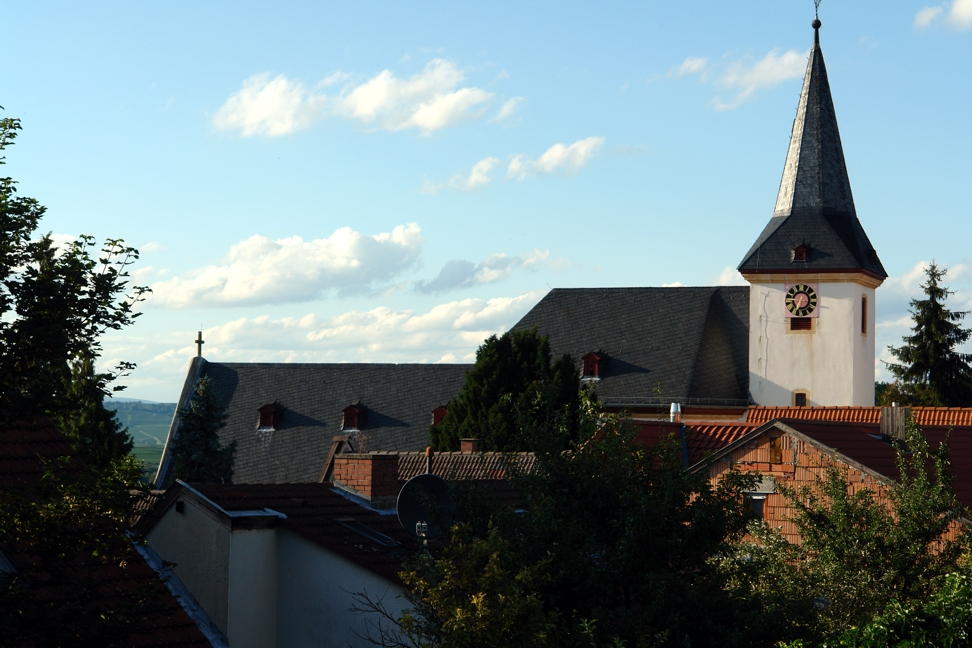
Katholische Pfarrkirche Sörgenloch

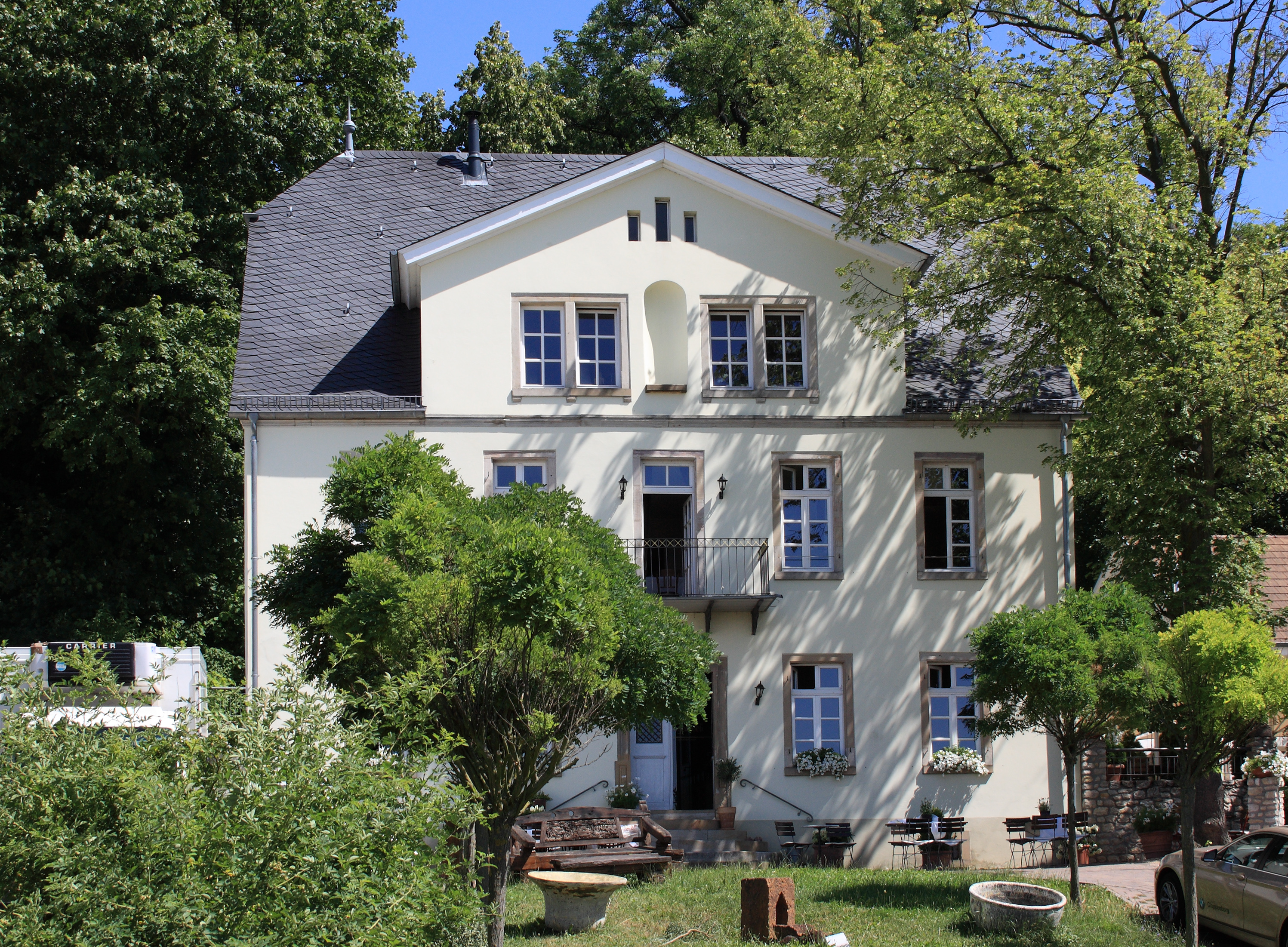
Schloss Sörgenloch

### Baudenkmäler
- Die katholische Pfarrkirche beherrscht das Ortsbild seit dem 13. Jahrhundert. Ihr heutiges Aussehen erhielt sie durch den Wiederaufbau nach einem Brand im 17. Jahrhundert, der barocke Innenausbau stammt aus dem 18. Jahrhundert. Die Pfarrkirche beherbergt das Sörgenlocher Gnadenbild, eine spätgotische Madonna.
- Am östlichen Rand des alten Ortskerns befindet sich das Sörgenlocher Schloss. Das Renaissance-Schlösschen wurde von den Sörgenlocher Ortsherren des 18. Jahrhunderts, der Familie von Köth-Wanscheid, in der zweiten Hälfte des 18. Jahrhunderts erbaut. Heute wird es unter dem Namen „Schloß Sörgenloch“ als Gastronomiebetrieb genutzt.
- Der alte Judenfriedhof liegt im Nordosten der Gemeinde. Er wurde früher auch von umliegenden Gemeinden genutzt, heute sind jedoch nur noch vier Grabsteine erhalten.

Siehe auch: Liste der Kulturdenkmäler in Sörgenloch

### Folkmusik
Sörgenloch ist ein Zentrum der rheinhessischen Folkszene. Mehrere bekannte Gruppen proben dort, oder rekrutieren ihre Musiker aus dem Ort:
- Wild-Rovers
- Goo Birds Flight
- Ilwetritsch
- An Thor

So wird auch der Saint Patrick’s Day an einem der darauffolgenden Wochenenden im Vereinshaus beim Schloss zelebriert.

## Wirtschaft und Infrastruktur
Die Gemeinde Sörgenloch war bis in die letzten Jahrzehnte überwiegend landwirtschaftlich geprägt. Sie ist heute eine moderne Wohngemeinde am Rande des Ballungsgebietes Rhein-Main.
In der Landwirtschaft dominiert der Obst- und Weinanbau. Die Sörgenlocher Weinlage Moosberg hat etwa 39 ha Anbaufläche.

### Verkehr
- Sörgenloch liegt an der Landesstraße 432, die A 63 ist durch diese in wenigen Minuten mit dem Auto erreichbar.
- Eine Busverbindung Richtung Nieder-Olm/Mainz bzw. Oppenheim existiert in Form der Linie 652 des ORN (Omnibusverkehr Rhein-Nahe GmbH).
- Der nächste Bahnhof der Deutschen Bahn befindet sich im benachbarten Nieder-Olm. Von hier aus sind im Halbstundentakt Mainz bzw. Alzey erreichbar.

## Persönlichkeiten
- Friedrich Ludwig Dael von Köth-Wanscheid (1808–1883), Gutsbesitzer auf Sörgenloch
- Gideon Georg Emil Dael von Köth-Wanscheid (1840–1899), Gutsbesitzer auf Sörgenloch
- Gideon Hugo August Ernst Freiherr Dael von Köth-Wanscheid (1874–1954), Gutsbesitzer auf Sörgenloch